# Сиз (Јура)
Сиз (фр. Cize) насеље је и општина у источној Француској у региону Франш-Конте, у департману Јура која припада префектури Лон ле Соније.
По подацима из 2011. године у општини је живело 813 становника, а густина насељености је износила 194,03 становника/km². Општина се простире на површини од 4,19 km². Налази се на средњој надморској висини од 530 метара (максималној 811 m, а минималној 515 m).

## Демографија
| 1962. | 1968. | 1975. | 1982. | 1990. | 1999. | 2011. |
| ----- | ----- | ----- | ----- | ----- | ----- | ----- |
| 322   | 378   | 470   | 1.005 | 958   | 828   | 813   |

График промене броја становника у току последњих година